# Gonalston
Gonalston – wieś w Anglii, w hrabstwie Nottinghamshire. Leży 13 km na północny wschód od miasta Nottingham i 178 km na północ od Londynu.